# Пацлавський Омелян Едмундович
Омелян Едмундович Пацлавський (15 вересня 1891, м. Чортків, нині Тернопільська область — 23 січня 1959, м. Нью-Йорк, США) — український правник, громадський діяч, четар УГА. Доктор права. Брат Віктора Пацлавського.

## Життєпис
Омелян Пацлавський народився 15 вересня 1891 року в місті Чорткові, нині Чортківської громади Чортківського району Тернопільської области України.
Навчався в Бережанській гімназії. Студіював право у Львівському університеті.
У період ЗУНР — в УГА.
Від 1922 — суддя в містах Стрию (нині Львівська область), Калуші (нині Івано-Франківська область) і Станиславові (нині Івано-Франківськ).
30 вересня 1939 року заарештований органами НКВС; за сфабрикованим звинуваченням засуджений на 6 р. ВТТ. Після звільнення 1946 року виїхав до Польщі, звідки еміґрував до США. Реабілітований 1994 року.